# Cincinnati Masters
incinnati Masters tên chính thức, The Western & Southern Open (được đặt tên theo nhà tài trợ Western & Southern Financial Group) là giải quần vợt ngoài trời được tổ chức hằng năm tại Mason, Ohio (gần Cincinnati – thành phố ban đầu tổ chức giải). Sự kiện bắt đầu vào ngày 18 tháng 9 năm 1899 và là giải đấu quần vợt lâu đời nhất ở Mỹ được tổ chức tại thành phố ban đầu của nó.
Giải đấu là sự kiện quần vợt mùa hè lớn thứ hai ở Mỹ (sau US Open) và là giải đấu lớn nhất nằm trong hệ thống 9 giải Masters 1000 trong chuỗi các giải ATP Tour đối với nam và WTA 1000 trong chuỗi các giải WTA Tour đối với nữ.

## Lịch sử
Giải đấu được tổ chức vào năm 1899 với tên Cincinnati Open và được đổi tên vào năm 1901 thành Giải quần vợt Tri-State, một cái tên được giữ nguyên cho đến năm 1969 (sau đó nó được biết đến với một số tên khác, bao gồm cả ATP Championships) và cuối cùng phát triển thành giải đấu hiện được tổ chức ở Mason. Giải đấu ban đầu được tổ chức tại Câu lạc bộ thể thao Avondale và sau đó được chuyển đến một số địa điểm khác nhau do những thay đổi trong quản lý và bề mặt giải đấu. Giải đấu đầu tiên vào năm 1899 được tổ chức trên sân đất nện và sự kiện này chủ yếu được diễn ra trên sân đất nện cho đến năm 1979 khi nó chuyển sang sân cứng.
Năm 1903, giải đấu đã được chuyển đến Câu lạc bộ Quần vợt Cincinnati, nơi chủ yếu tổ chức giải cho đến năm 1972. Năm 1974, giải đấu gần như bị loại khỏi lịch quần vợt nhưng cuối cùng được chuyển vào đến Trung tâm Hội nghị Năng lượng Duke (Cincinnati, Ohio), nơi giải đấu được tổ chức trong nhà và lần đầu tiên thời gian kể từ năm 1919 không có lễ bốc thăm dành cho nữ. Năm 1975, giải đấu được chuyển đến công viên giải trí Đảo Coney trên sông Ohio và giải đấu bắt đầu có tín hiệu trở lại.
Từ năm 1981 đến năm 1989, đây là một giải đấu lớn trong hệ thống Grand Prix Tennis Tour của nam và một phần của Grand Prix Super Series.
Năm 1979, giải đấu được chuyển đến Mason, nơi một sân vận động cố định được xây dựng và bề mặt được thay đổi từ đất sét thành đất cứng (DecoTurf). Sau đó, hai sân cố định khác được xây dựng, biến Cincinnati trở thành giải đấu quần vợt duy nhất ngoài 4 sự kiện Grand Slam tổ chức ở 3 sân thi đấu: Sân trung tâm, Sân Grandstand và Sân số 3. Một Sân số 3 mới được xây dựng vào năm 2010, tăng số lượng sân thi đấu thành 4, với Sân số 3 hiện có được đổi tên thành Sân số 9. Giải đấu dành cho nữ đã được khôi phục vào năm 1988 trong một năm, và sau đó một lần nữa vào năm 2004 khi các nhà tổ chức, với sự giúp đỡ của cơ quan thể thao Octagon, mua giải Croatia Bol Ladies Open và chuyển nó đến Cincinnati.
Vào tháng 8 năm 2008, giải đấu dành cho nam đã được Hiệp hội Quần vợt Hoa Kỳ (USTA), chủ sở hữu US Open, mua lại.
Năm 2002, giải đấu lần đầu tiên được tài trợ bởi Western & Southern Financial Group, với công ty tiếp tục tài trợ cho đến ít nhất là năm 2016. Năm 2011, các giải đấu nam và nữ được tổ chức trong cùng một tuần và tên được đổi từ Western & Southern Financial Group Masters và Women's Open thành Western & Southern Open.

## Địa điểm thi đấu
Giải đấu diễn ra tại Trung tâm Lindner Family Tennis, nằm ở Cincinnati (ngoại ô của Mason). Nó có tổng cộng 17 sân thi đấu, bao gồm 4 sân tổ chức giải: Sân Trung tâm, Sân Grandstand, Sân số 3 và Sân số 9 (trước đây là Sân số 3). Đây là một trong số ít giải đấu (bên cạnh Madrid Masters), trừ 4 giải Grand Slam có nhiều hơn 2 sân thi đấu cố định.
| Sân đấu        | Xây dựng | Sức chứa |
| -------------- | -------- | -------- |
| Sân Trung tâm  | 1981     | 11.400   |
| Sân Grandstand | 1995     | 5000     |
| Sân số 3       | 2010     | 4000     |
| Sân số 9       | 1997     | 2000     |

Năm 2009, BTC giải đấu thông báo nâng cấp cơ sở vật chất trị giá 10 triệu USD, bao gồm việc xây dựng Tòa nhà phía Tây rộng 4800 m2 để thêm không gian cho các tay vợt, giới truyền thông và người hâm mộ. Tòa nhà mới, khai trương vào giữa năm 2010 và được đặt tên là Trung tâm Cầu thủ Paul M. Flory, cao xấp xỉ hai lần so với Tòa nhà phía Tây trước đó, cao 26 m so với mặt đất.
Năm 2010, giải đấu công bố kế hoạch mở rộng sân hơn 40% và thêm 6 sân mới. Một trong số đó là Sân số 3, đóng vai trò là tòa truyền hình thứ ba, trong khi một tòa khác có sức chứa 2.500 người. Một phòng vé mới, quảng trường nhập cảnh, khu ẩm thực và các khu vực triển lãm cũng đã được thêm vào.
Vào tháng 6 năm 2020, do đại dịch COVID-19, giải đấu tạm thời chuyển đến Trung tâm Quần vợt Quốc gia Billie Jean King ở Thành phố New York để giảm bớt sự di chuyển không cần thiết của các tay vợt bằng cách tập trung giải đấu và Giải Mỹ Mở rộng tại một địa điểm.
Vì những lựa chọn thiết kế có chủ đích cho Trung tâm Quần vợt Gia đình Lindner, Cincinnati Masters được biết đến như một trong những môi trường thân thiết hơn cho sự tương tác giữa người chơi và người hâm mộ. Cách bố trí của cơ sở này thúc đẩy sự tương tác của người hâm mộ khi người chơi đi bộ từ sân này sang sân khác giữa những người hâm mộ và giải đấu công khai thời gian luyện tập của tay vợt trên nhiều sân.

## Các trận chung kết

### Đơn nam
| Năm              | Vô địch                                        | Á quân                                         | Tỷ số                                          |
| ---------------- | ---------------------------------------------- | ---------------------------------------------- | ---------------------------------------------- |
| 1899             | Nat Emerson                                    | Dudley Sutphin                                 | 8–6, 6–1, 10–8                                 |
| 1900             | Raymond D. Little                              | Nat Emerson                                    | 6–2 6–4 6–2                                    |
| 1901             | Raymond D. Little (2)                          | Kreigh Collins                                 | 2–6, 8–6, 6–4, 7–5                             |
| 1902             | Raymond D. Little (3)                          | Kreigh Collins                                 | 3–6, 6–8, 6–4, 6–1, 6–2                        |
| 1903             | Kreigh Collins                                 | Raymond D. Little                              | 11–9, 4–6, 6–1, 3–6, 6–4                       |
| 1904             | Beals Wright                                   | L. Harry Waidner                               | 7–5, 6–0, 6–3                                  |
| 1905             | Beals Wright (2)                               | Kreigh Collins                                 | 6–3, 7–5, 4–6, 7–9, 6–3                        |
| 1906             | Beals Wright (3)                               | Robert LeRoy                                   | 6–4, 6–4, 4–6, 4–6, 6–2                        |
| 1907             | Robert LeRoy                                   | Robert Chauncey Seaver                         | 8–6, 6–8, 6–2, 6–0                             |
| 1908             | Robert LeRoy (2)                               | Nat Emerson                                    | 6–0, 7–5, 6–4                                  |
| 1909             | Robert LeRoy (3)                               | Nat Emerson                                    | 6–3, 3–6, 6–0, 1–6, 6–3                        |
| 1910             | Richard H. Palmer                              | Wallace F. Johnson                             | 11–9, 6–3, 6–4                                 |
| 1911             | Richard H. Palmer (2)                          | Richard Bishop                                 | 14–12, 6–4, 8–6                                |
| 1912             | Gus Touchard                                   | Richard H. Palmer                              | 6–1, 6–2, 7–5                                  |
| 1913             | William S. McEllroy                            | Gus Touchard                                   | default                                        |
| 1914             | William S. McEllroy (2)                        | William Hoag                                   | 6–4, 1–6, 6–4, 6–2                             |
| 1915             | Clarence Griffin                               | William S. McEllroy                            | 6–4, 6–3, 6–3                                  |
| 1916             | William Johnston                               | Clarence Griffin                               | default                                        |
| 1917             | Fritz Bastian                                  | John G. MacKay                                 | 4–6, 6–4, 6–1, 6–2                             |
| 1918             | Không tổ chức do Chiến tranh thế giới thứ nhất | Không tổ chức do Chiến tranh thế giới thứ nhất | Không tổ chức do Chiến tranh thế giới thứ nhất |
| 1919             | Fritz Bastian (2)                              | John Hennessey                                 | 2–6, 6–4, 6–1, 6–4                             |
| 1920             | John Hennessey                                 | Walter Wesbrook                                | 8–10, 6–3, 6–3, 6–4                            |
| 1921             | Không tổ chức                                  | Không tổ chức                                  | Không tổ chức                                  |
| 1922             | Louis Kuhler                                   | Edwin Haupt                                    | 6–3, 6–1, 6–1                                  |
| 1923             | Louis Kuhler (2)                               | Paul Kunkel                                    | 6–3, 6–3, 6–2                                  |
| 1924             | George Lott                                    | Paul Kunkel                                    | 2–6, 13–11, 6–4, 6–3                           |
| 1925             | George Lott (2)                                | Julius Sagalowsky                              | 6–3, 7–5, 6–1                                  |
| 1926             | William Tilden                                 | George Lott                                    | 4–6, 6–3, 7–9, 6–4, 6–3                        |
| 1927             | George Lott (3)                                | Emmett Paré                                    | 6–4, 6–4, 6–2                                  |
| 1928             | Emmett Paré                                    | Harris Coggeshall                              | 2–6, 6–1, 6–4, 6–4                             |
| 1929             | Herbert Bowman                                 | Julius Seligson                                | 2–6, 6–4, 6–4, 6–1                             |
| 1930             | Frank Shields                                  | Emmett Paré                                    | 6–2, 6–4, 3–6, 2–6, 6–1                        |
| 1931             | Cliff Sutter                                   | Bruce Barnes                                   | 6–3, 6–2, 3–6, 6–3                             |
| 1932             | George Lott (4)                                | Frank Parker                                   | 5–7, 6–2, 4–6, 6–0, 6–3                        |
| 1933             | Bryan Grant                                    | Frank Parker                                   | 11–9, 6–2, 1–6, 7–5                            |
| 1934             | Henry Prusoff                                  | Arthur Hendrix                                 | 6–3, 6–2, 4–6, 6–4                             |
| 1935             | Không tổ chức do Đại khủng hoảng               | Không tổ chức do Đại khủng hoảng               | Không tổ chức do Đại khủng hoảng               |
| 1936             | Bobby Riggs                                    | Charles Harris                                 | 6–1, 6–3, 6–1                                  |
| 1937             | Bobby Riggs (2)                                | John McDiarmid                                 | 6–3, 6–3, 4–6, 6–3                             |
| 1938             | Bobby Riggs (3)                                | Frank Parker                                   | 6–1, 7–5, 6–3                                  |
| 1939             | Bryan Grant (2)                                | Frank Parker                                   | 4–6, 6–3, 6–1, 2–6, 6–4                        |
| 1940             | Bobby Riggs (4)                                | Arthur Marx                                    | 11–9, 6–2, 4–6, 6–8, 6–1                       |
| 1941             | Frank Parker                                   | William Talbert                                | 6–2, 6–2, 6–4                                  |
| 1942             | Pancho Segura                                  | William Talbert                                | 1–6, 6–2, 6–4, 12–10                           |
| 1943             | William Talbert                                | Seymour Greenberg                              | 6–1, 6–2, 6–3                                  |
| 1944             | Pancho Segura (2)                              | William Talbert                                | 9–11, 6–2, 7–5, 2–6, 7–5                       |
| 1945             | William Talbert (2)                            | Elwood Cooke                                   | 6–2, 7–9, 6–2                                  |
| 1946             | Nick Carter                                    | George Richards                                | 6–1, 6–1                                       |
| 1947             | William Talbert (3)                            | George Pero                                    | 6–1, 6–0, 6–0                                  |
| 1948             | Herbert Behrens                                | Irvin Dorfman                                  | 7–5, 11–9, 2–6, 6–8, 6–4                       |
| 1949             | James Brink                                    | Arnold Saul                                    | 6–4, 6–8, 6–4, 6–0                             |
| 1950             | Glenn Bassett                                  | Hamilton Richardson                            | 6–2, 4–6, 6–1, 6–1                             |
| 1951             | Tony Trabert                                   | William Talbert                                | 5–7, 4–6, 6–4, 6–3, 6–4                        |
| 1952             | Noel Brown                                     | Fred Hagist                                    | 6–4, 0–6, 2–0 ret.                             |
| 1953             | Tony Trabert (2)                               | Hamilton Richardson                            | 10–8, 6–3, 6–4                                 |
| 1954             | Straight Clark                                 | Sam Giammalva                                  | 8–6, 6–1, 6–1                                  |
| 1955             | Bernard Bartzen                                | Tony Trabert                                   | 7–9, 11–9, 6–4                                 |
| 1956             | Edward Moylan                                  | Bernard Bartzen                                | 6–0, 6–3, 6–3                                  |
| 1957             | Bernard Bartzen (2)                            | Grant Golden                                   | 6–4, 7–5, 6–4                                  |
| 1958             | Bernard Bartzen (3)                            | Sam Giammalva                                  | 7–5, 6–3, 6–2                                  |
| 1959             | Whitney Reed                                   | Donald Dell                                    | 1–6, 7–5, 6–3, 6–3                             |
| 1960             | Miguel Olvera                                  | Crawford Henry                                 | 4–6, 9–7, 6–4                                  |
| 1961             | Allen Fox                                      | Billy Lenoir                                   | 3–6, 8–6, 6–2, 6–1                             |
| 1962             | Marty Riessen                                  | Allen Fox                                      | 1–6, 6–2, 6–2, 6–3                             |
| 1963             | Marty Riessen (2)                              | Herbert Fitzgibbon                             | 6–1, 6–3, 7–5                                  |
| 1964             | Herb Fitzgibbon                                | Robert Brien                                   | 6–1, 6–3, 6–1                                  |
| 1965             | Billy Lenoir                                   | Herbert Fitzgibbon                             | 1–6, 6–3, 6–3, 9–7                             |
| 1966             | David Power                                    | William Harris                                 | 7–5, 3–6, 0–6, 6–1, 6–2                        |
| 1967             | Joaquin Loyo-Mayo                              | Jaime Fillol                                   | 8–6, 6–1                                       |
| 1968             | William Harris                                 | Tom Gorman                                     | 3–6, 6–2, 6–2                                  |
| ↓ Kỷ nguyên Mở ↓ |                                                |                                                |                                                |
| 1969             | Cliff Richey                                   | Allan Stone                                    | 6–1, 6–2                                       |
| 1970             | Ken Rosewall                                   | Cliff Richey                                   | 7–9, 9–7, 8–6                                  |
| 1971             | Stan Smith                                     | Juan Gisbert Sr                                | 7–6, 6–3                                       |
| 1972             | Jimmy Connors                                  | Guillermo Vilas                                | 6–3, 6–3                                       |
| 1973             | Ilie Năstase                                   | Manuel Orantes                                 | 5–7, 6–3, 6–4                                  |
| 1974             | Marty Riessen (3)                              | Robert Lutz                                    | 7–6, 7–6                                       |
| 1975             | Tom Gorman                                     | Sherwood Stewart                               | 7–5, 2–6, 6–4                                  |
| 1976             | Roscoe Tanner                                  | Eddie Dibbs                                    | 7–6, 6–3                                       |
| 1977             | Harold Solomon                                 | Mark Cox                                       | 6–2, 6–3                                       |
| 1978             | Eddie Dibbs                                    | Raúl Ramírez                                   | 5–7, 6–3, 6–2                                  |
| 1979             | Peter Fleming                                  | Roscoe Tanner                                  | 6–4, 6–2                                       |
| 1980             | Harold Solomon (2)                             | Francisco González                             | 7–6, 6–3                                       |
| 1981             | John McEnroe                                   | Chris Lewis                                    | 6–3, 6–4                                       |
| 1982             | Ivan Lendl                                     | Steve Denton                                   | 6–2, 7–6                                       |
| 1983             | Mats Wilander                                  | John McEnroe                                   | 6–4, 6–4                                       |
| 1984             | Mats Wilander (2)                              | Anders Järryd                                  | 7–6, 6–3                                       |
| 1985             | Boris Becker                                   | Mats Wilander                                  | 6–4, 6–2                                       |
| 1986             | Mats Wilander (3)                              | Jimmy Connors                                  | 6–4, 6–1                                       |
| 1987             | Stefan Edberg                                  | Boris Becker                                   | 6–4, 6–1                                       |
| 1988             | Mats Wilander (4)                              | Stefan Edberg                                  | 3–6, 7–6(7–5), 7–6(7–5)                        |
| 1989             | Brad Gilbert                                   | Stefan Edberg                                  | 6–4, 2–6, 7–6(7–5)                             |
| 1990             | Stefan Edberg (2)                              | Brad Gilbert                                   | 6–1, 6–1                                       |
| 1991             | Guy Forget                                     | Pete Sampras                                   | 2–6, 7–6(7–4), 6–4                             |
| 1992             | Pete Sampras                                   | Ivan Lendl                                     | 6–3, 3–6, 6–3                                  |
| 1993             | Michael Chang                                  | Stefan Edberg                                  | 7–5, 0–6, 6–4                                  |
| 1994             | Michael Chang (2)                              | Stefan Edberg                                  | 6–2, 7–5                                       |
| 1995             | Andre Agassi                                   | Michael Chang                                  | 7–5, 6–2                                       |
| 1996             | Andre Agassi (2)                               | Michael Chang                                  | 7–6(7–4), 6–4                                  |
| 1997             | Pete Sampras (2)                               | Thomas Muster                                  | 6–3, 6–4                                       |
| 1998             | Patrick Rafter                                 | Pete Sampras                                   | 1–6, 7–6(7–2), 6–4                             |
| 1999             | Pete Sampras (3)                               | Patrick Rafter                                 | 7–6(9–7), 6–3                                  |
| 2000             | Thomas Enqvist                                 | Tim Henman                                     | 7–6(7–5), 6–4                                  |
| 2001             | Gustavo Kuerten                                | Patrick Rafter                                 | 6–1, 6–3                                       |
| 2002             | Carlos Moyá                                    | Lleyton Hewitt                                 | 7–5, 7–6(7–5)                                  |
| 2003             | Andy Roddick                                   | Mardy Fish                                     | 4–6, 7–6(7–3), 7–6(7–4)                        |
| 2004             | Andre Agassi (3)                               | Lleyton Hewitt                                 | 6–3, 3–6, 6–2                                  |
| 2005             | Roger Federer                                  | Andy Roddick                                   | 6–3, 7–5                                       |
| 2006             | Andy Roddick (2)                               | Juan Carlos Ferrero                            | 6–3, 6–4                                       |
| 2007             | Roger Federer (2)                              | James Blake                                    | 6–1, 6–4                                       |
| 2008             | Andy Murray                                    | Novak Djokovic                                 | 7–6(7–4), 7–6(7–5)                             |
| 2009             | Roger Federer (3)                              | Novak Djokovic                                 | 6–1, 7–5                                       |
| 2010             | Roger Federer (4)                              | Mardy Fish                                     | 6–7(5–7), 7–6(7–1), 6–4                        |
| 2011             | Andy Murray (2)                                | Novak Djokovic                                 | 6–4, 3–0 ret.                                  |
| 2012             | Roger Federer (5)                              | Novak Djokovic                                 | 6–0, 7–6(9–7)                                  |
| 2013             | Rafael Nadal                                   | John Isner                                     | 7–6(10–8), 7–6(7–3)                            |
| 2014             | Roger Federer (6)                              | David Ferrer                                   | 6–3, 1–6, 6–2                                  |
| 2015             | Roger Federer (7)                              | Novak Djokovic                                 | 7–6(7–1), 6–3                                  |
| 2016             | Marin Čilić                                    | Andy Murray                                    | 6–4, 7–5                                       |
| 2017             | Grigor Dimitrov                                | Nick Kyrgios                                   | 6–3, 7–5                                       |
| 2018             | Novak Djokovic                                 | Roger Federer                                  | 6–4, 6–4                                       |
| 2019             | Daniil Medvedev                                | David Goffin                                   | 7–6(7–3), 6–4                                  |
| 2020             | Novak Djokovic (2)                             | Milos Raonic                                   | 1–6, 6–3, 6–4                                  |
| 2021             | Alexander Zverev                               | Andrey Rublev                                  | 6–2, 6–3                                       |
| 2022             | Borna Ćorić                                    | Stefanos Tsitsipas                             | 7–6(7–0), 6–2                                  |

### Đơn nữ
| Năm              | Vô địch                                        | Á quân                                         | Tỷ số                                          |
| ---------------- | ---------------------------------------------- | ---------------------------------------------- | ---------------------------------------------- |
| 1899             | Myrtle McAteer                                 | Juliette Atkinson                              | 7–5, 6–1, 4–6, 8–6                             |
| 1900             | Myrtle McAteer (2)                             | Maud Banks                                     | 6–4, 6–8, 6–2, 6–3                             |
| 1901             | Winona Closterman                              | Juliette Atkinson                              | 6–2, 8–6, 6–1                                  |
| 1902             | Maud Banks                                     | Winona Closterman                              | 6–2, 6–1                                       |
| 1903             | Winona Closterman (2)                          | Myrtle McAteer                                 | 6–1, 5–7, 6–4                                  |
| 1904             | Myrtle McAteer (3)                             | Winona Closterman                              | 7–5, 6–3                                       |
| 1905             | May Sutton                                     | Myrtle McAteer                                 | 6–0, 6–0                                       |
| 1906             | May Sutton (2)                                 | Florence Sutton                                | 7–5, 6–2                                       |
| 1907             | May Sutton (3)                                 | Martha Kinsey                                  | 6–1, 6–1                                       |
| 1908             | Martha Kinsey                                  | Marjorie Dodd                                  | 4–6, 8–6, 6–2                                  |
| 1909             | Edith Hannam                                   | Martha Kinsey                                  | 6–3, 6–1                                       |
| 1910             | Miriam Steever                                 | Rhea Fairbairn                                 | 4–6, 8–6, 6–0                                  |
| 1911             | Marjorie Dodd                                  | Helen McLaughlin                               | 6–0, 6–2                                       |
| 1912             | Marjorie Dodd (2)                              | May Sutton                                     | default                                        |
| 1913             | Ruth Sanders                                   | Marjorie Dodd                                  | 6–2, 6–3                                       |
| 1914             | Ruth Sanders (2)                               | Katharine Brown                                | 7–5, 5–7, 6–2                                  |
| 1915             | Molla Bjurstedt                                | Ruth Sanders                                   | 6–0, 6–4                                       |
| 1916             | Martha Guthrie                                 | Marguerite Davis                               | 6–2, 2–6, 6–1                                  |
| 1917             | Katharine Brown                                | Mrs. Willis Adams                              | 7–5, 0–6, 6–4                                  |
| 1918             | Không tổ chức vì Chiến tranh thế giới thứ nhất | Không tổ chức vì Chiến tranh thế giới thứ nhất | Không tổ chức vì Chiến tranh thế giới thứ nhất |
| 1919             | Không tổ chức                                  | Không tổ chức                                  | Không tổ chức                                  |
| 1920             | Ruth Sanders Cordes (3)                        | Ruth King                                      | 6–1, 6–0                                       |
| 1921             | Không tổ chức                                  | Không tổ chức                                  | Không tổ chức                                  |
| 1922             | Ruth Sanders Cordes (4)                        | Olga Strashun                                  | 6–3, 6–4                                       |
| 1923             | Ruth Sanders Cordes (5)                        | Clara Louise Zinke                             | 6–0, 7–5                                       |
| 1924             | Olga Strashun                                  | Clara Louise Zinke                             | 6–4, 6–2                                       |
| 1925             | Marian Leighton                                | Clara Louise Zinke                             | 6–3, 6–2                                       |
| 1926             | Clara Louise Zinke                             | Olga Strashun Weil                             | 6–2, 6–2                                       |
| 1927             | Clara Louise Zinke (2)                         | Marian Leighton                                | 6–4, 4–6, 4–1 ret.                             |
| 1928             | Marjorie Gladman                               | Clara Louise Zinke                             | 6–4, 6–4                                       |
| 1929             | Clara Louise Zinke (3)                         | Ruth Riese                                     | 6–2, 6–3                                       |
| 1930             | Clara Louise Zinke (4)                         | Ruth Riese                                     | 6–2, 6–4                                       |
| 1931             | Clara Louise Zinke (5)                         | Ruth Riese                                     | 6–1, 6–1                                       |
| 1932             | Dorothy Weisel Hack                            | Clara Louise Zinke                             | 6–1, 6–0                                       |
| 1933             | Muriel Adams                                   | Helen Fulton                                   | 6–4, 6–4                                       |
| 1934             | Gracyn Wheeler                                 | Esther Bartosh                                 | default                                        |
| 1935             | Không tổ chức vì Đại khủng hoảng               | Không tổ chức vì Đại khủng hoảng               | Không tổ chức vì Đại khủng hoảng               |
| 1936             | Lila Porter                                    | Virginia Hollinger                             | 6–4, 6–3                                       |
| 1937             | Virginia Hollinger                             | Monica Nolan                                   | 6–3, 6–2                                       |
| 1938             | Virginia Hollinger (2)                         | Margaret Jessee                                | 8–6, 1–6, 6–0                                  |
| 1939             | Catherine Wolf                                 | Virginia Hollinger                             | 6–2, 6–3                                       |
| 1940             | Alice Marble                                   | Gracyn Wheeler                                 | 6–3, 6–4                                       |
| 1941             | Pauline Betz                                   | Mary Arnold                                    | 6–4, 6–3                                       |
| 1942             | Catherine Wolf (2)                             | Monica Nolan                                   | 6–4, 6–1                                       |
| 1943             | Pauline Betz (2)                               | Catherine Wolf                                 | 6–0, 6–2                                       |
| 1944             | Dorothy Cheney                                 | Pauline Betz                                   | 7–5, 6–4                                       |
| 1945             | Pauline Betz (3)                               | Dorothy Cheney                                 | 6–2, 6–0                                       |
| 1946             | Virginia Kovacs                                | Shirley Fry                                    | 6–4, 6–1                                       |
| 1947             | Betty Rosenquest                               | Betty Hulbert James                            | 9–7, 6–2                                       |
| 1948             | Dorothy Head Knode                             | Mercedes Madden Lewis                          | 6–4, 6–4                                       |
| 1949             | Magda Rurac                                    | Beverly Baker Fleitz                           | 6–4, 2–6, 6–0                                  |
| 1950             | Beverly Baker Fleitz                           | Magda Rurac                                    | 5–7, 6–3, 9–7                                  |
| 1951             | Pat Canning Todd                               | Magda Rurac                                    | 6–3, 6–4                                       |
| 1952             | Anita Kanter                                   | Doris Popple                                   | 6–0, 6–1                                       |
| 1953             | Thelma Coyne Long                              | Anita Kanter                                   | 7–5, 6–2                                       |
| 1954             | Lois Felix                                     | Ethel Norton                                   | 6–1, 6–3                                       |
| 1955             | Mimi Arnold                                    | Barbara Breit                                  | 6–4, 6–3                                       |
| 1956             | Yola Ramírez                                   | Mary Ann Mitchell                              | 7–5, 6–1                                       |
| 1957             | Lois Felix (2)                                 | Pat Naud                                       | 7–5, 2–6, 7–5                                  |
| 1958             | Gwyn Thomas                                    | Martha Hernandez                               | 6–1, 6–2                                       |
| 1959             | Donna Floyd                                    | Carol Hanks                                    | 5–7, 6–2, 6–4                                  |
| 1960             | Carol Hanks                                    | Farel Footman                                  | 6–2, 4–6, 6–3                                  |
| 1961             | Peachy Kellmeyer                               | Carole Caldwell Graebner                       | 3–6, 12–10, 7–5                                |
| 1962             | Julie Heldman                                  | Roberta Alison                                 | 6–4, 6–4                                       |
| 1963             | Stephanie DeFina                               | Jane Bartkowicz                                | 7–5, 6–2                                       |
| 1964             | Jean Danilovich                                | Alice Tym                                      | 6–1, 6–2                                       |
| 1965             | Stephanie DeFina (2)                           | Roberta Alison                                 | 10–8, 5–7, 6–4                                 |
| 1966             | Jane Bartkowicz                                | Peachy Kellmeyer                               | 6–3, 6–3                                       |
| 1967             | Jane Bartkowicz (2)                            | Patsy Rippy                                    | 6–4, 6–1                                       |
| 1968             | Linda Tuero                                    | Tory Fretz                                     | 6–1, 6–2                                       |
| ↓ Kỷ nguyên Mở ↓ |                                                |                                                |                                                |
| 1969             | Lesley Turner Bowrey                           | Gail Chanfreau                                 | 1–6, 7–5, 10–10 ret.                           |
| 1970             | Rosemary Casals                                | Nancy Richey Gunter                            | 6–3, 6–3                                       |
| 1971             | Virginia Wade                                  | Linda Tuero                                    | 6–3, 6–3                                       |
| 1972             | Margaret Court                                 | Evonne Goolagong                               | 3–6, 6–2, 7–5                                  |
| 1973             | Evonne Goolagong                               | Chris Evert                                    | 6–2, 7–5                                       |
| 1974–1987        | Không tổ chức                                  | Không tổ chức                                  | Không tổ chức                                  |
| 1988             | Barbara Potter                                 | Helen Kelesi                                   | 6–2, 6–2                                       |
| 1989–2003        | Không tổ chức                                  | Không tổ chức                                  | Không tổ chức                                  |
| 2004             | Lindsay Davenport                              | Vera Zvonareva                                 | 6–3, 6–2                                       |
| 2005             | Patty Schnyder                                 | Akiko Morigami                                 | 6–4, 6–0                                       |
| 2006             | Vera Zvonareva                                 | Katarina Srebotnik                             | 6–2, 6–4                                       |
| 2007             | Anna Chakvetadze                               | Akiko Morigami                                 | 6–1, 6–3                                       |
| 2008             | Nadia Petrova                                  | Nathalie Dechy                                 | 6–2, 6–1                                       |
| 2009             | Jelena Janković                                | Dinara Safina                                  | 6–4, 6–2                                       |
| 2010             | Kim Clijsters                                  | Maria Sharapova                                | 2–6, 7–6(7–4), 6–2                             |
| 2011             | Maria Sharapova                                | Jelena Janković                                | 4–6, 7–6(7–3), 6–3                             |
| 2012             | Li Na                                          | Angelique Kerber                               | 1–6, 6–3, 6–1                                  |
| 2013             | Victoria Azarenka                              | Serena Williams                                | 2–6, 6–2, 7–6(8–6)                             |
| 2014             | Serena Williams                                | Ana Ivanovic                                   | 6–4, 6–1                                       |
| 2015             | Serena Williams (2)                            | Simona Halep                                   | 6–3, 7–6(7–5)                                  |
| 2016             | Karolína Plíšková                              | Angelique Kerber                               | 6–3, 6–1                                       |
| 2017             | Garbiñe Muguruza                               | Simona Halep                                   | 6–1, 6–0                                       |
| 2018             | Kiki Bertens                                   | Simona Halep                                   | 2–6, 7–6(8–6), 6–2                             |
| 2019             | Madison Keys                                   | Svetlana Kuznetsova                            | 7–5, 7–6(7–5)                                  |
| 2020             | Victoria Azarenka (2)                          | Naomi Osaka                                    | walkover                                       |
| 2021             | Ashleigh Barty                                 | Jil Teichmann                                  | 6–3, 6–1                                       |
| 2022             | Caroline Garcia                                | Petra Kvitová                                  | 6–2, 6–4                                       |

### Đôi nam (Kỷ nguyên Mở mới bắt đầu tổ chức)
| Năm  | Vô địch                                  | Á quân                            | Tỷ số                      |
| ---- | ---------------------------------------- | --------------------------------- | -------------------------- |
| 1969 | Bob Lutz Stan Smith                      | Arthur Ashe Charlie Pasarell      | 6–3, 6–4                   |
| 1970 | Ilie Năstase Ion Țiriac                  | Bob Hewitt Frew McMillan          | 6–3, 6–4                   |
| 1971 | Stan Smith (2) Erik van Dillen           | Sandy Mayer Roscoe Tanner         | 6–4, 6–4                   |
| 1972 | Bob Hewitt Frew McMillan                 | Paul Gerken Humphrey Hose         | 7–6, 6–4                   |
| 1973 | John Alexander Phil Dent                 | Brian Gottfried Raúl Ramírez      | 1–6, 7–6, 7–6              |
| 1974 | Dick Dell Sherwood Stewart               | James Delaney John Whitlinger     | 4–6, 7–6, 6–2              |
| 1975 | Phil Dent (2) Cliff Drysdale             | Marcello Lara Joaquin Loyo-Mayo   | 7–6, 6–4                   |
| 1976 | Stan Smith (3) Erik van Dillen (2)       | Eddie Dibbs Harold Solomon        | 6–1, 6–1                   |
| 1977 | John Alexander (2) Phil Dent (3)         | Bob Hewitt Roscoe Tanner          | 6–3, 7–6                   |
| 1978 | Gene Mayer Raúl Ramírez                  | Ismail El Shafei Brian Fairlie    | 6–3, 6–3                   |
| 1979 | Brian Gottfried Ilie Năstase (2)         | Bob Lutz Stan Smith               | 1–6, 6–3, 7–6              |
| 1980 | Bruce Manson Brian Teacher               | Wojtek Fibak Ivan Lendl           | 6–7, 7–5, 6–4              |
| 1981 | John McEnroe Ferdi Taygan                | Bob Lutz Stan Smith               | 7–6, 6–3                   |
| 1982 | Peter Fleming John McEnroe (2)           | Steve Denton Mark Edmondson       | 6–2, 6–3                   |
| 1983 | Victor Amaya Tim Gullikson               | Carlos Kirmayr Cássio Motta       | 6–4, 6–3                   |
| 1984 | Francisco González Matt Mitchell         | Sandy Mayer Balázs Taróczy        | 4–6, 6–3, 7–6              |
| 1985 | Stefan Edberg Anders Järryd              | Joakim Nyström Mats Wilander      | 4–6, 6–2, 6–3              |
| 1986 | Mark Kratzmann Kim Warwick               | Christo Steyn Danie Visser        | 6–3, 6–4                   |
| 1987 | Ken Flach Robert Seguso                  | Steve Denton John Fitzgerald      | 7–5, 6–3                   |
| 1988 | Rick Leach Jim Pugh                      | Jim Grabb Patrick McEnroe         | 6–2, 6–4                   |
| 1989 | Ken Flach (2) Robert Seguso (2)          | Pieter Aldrich Danie Visser       | 6–4, 6–4                   |
| 1990 | Darren Cahill Mark Kratzmann (2)         | Neil Broad Gary Muller            | 7–6, 6–2                   |
| 1991 | Ken Flach (3) Robert Seguso (3)          | Grant Connell Glenn Michibata     | 6–7, 6–4, 7–5              |
| 1992 | Todd Woodbridge Mark Woodforde           | Patrick McEnroe Jonathan Stark    | 6–3, 1–6, 6–3              |
| 1993 | Andre Agassi Petr Korda                  | Stefan Edberg Henrik Holm         | 7–6, 6–4                   |
| 1994 | Alex O'Brien Sandon Stolle               | Wayne Ferreira Mark Kratzmann     | 6–7, 6–3, 6–2              |
| 1995 | Todd Woodbridge (2) Mark Woodforde (2)   | Mark Knowles Daniel Nestor        | 6–2, 3–0 ret.              |
| 1996 | Mark Knowles Daniel Nestor               | Sandon Stolle Cyril Suk           | 3–6, 6–3, 6–4              |
| 1997 | Todd Woodbridge (3) Mark Woodforde (3)   | Mark Philippoussis Patrick Rafter | 7–6, 4–6, 6–4              |
| 1998 | Mark Knowles (2) Daniel Nestor (2)       | Olivier Delaître Fabrice Santoro  | 6–1, 2–1 ret.              |
| 1999 | Byron Black Jonas Björkman               | Todd Woodbridge Mark Woodforde    | 6–3, 7–6(8–6)              |
| 2000 | Todd Woodbridge (4) Mark Woodforde (4)   | Ellis Ferreira Rick Leach         | 7–6(8–6), 6–4              |
| 2001 | Mahesh Bhupathi Leander Paes             | Martin Damm David Prinosil        | 7–6(7–3), 6–3              |
| 2002 | James Blake Todd Martin                  | Mahesh Bhupathi Max Mirnyi        | 7–5, 6–3                   |
| 2003 | Bob Bryan Mike Bryan                     | Wayne Arthurs Paul Hanley         | 7–5, 7–6(7–5)              |
| 2004 | Mark Knowles (3) Daniel Nestor (3)       | Jonas Björkman Todd Woodbridge    | 6–2, 3–6, 6–3              |
| 2005 | Jonas Björkman (2) Max Mirnyi            | Wayne Black Kevin Ullyett         | 7–6(7–3), 6–2              |
| 2006 | Jonas Björkman (3) Max Mirnyi (2)        | Bob Bryan Mike Bryan              | 3–6, 6–3, [10–7]           |
| 2007 | Jonathan Erlich Andy Ram                 | Bob Bryan Mike Bryan              | 4–6, 6–3, [13–11]          |
| 2008 | Bob Bryan (2) Mike Bryan (2)             | Jonathan Erlich Andy Ram          | 4–6, 7–6(7–2), [10–7]      |
| 2009 | Daniel Nestor (4) Nenad Zimonjić         | Bob Bryan Mike Bryan              | 3–6, 7–6(7–2), [15–13]     |
| 2010 | Bob Bryan (3) Mike Bryan (3)             | Mahesh Bhupathi Max Mirnyi        | 6–3, 6–4                   |
| 2011 | Mahesh Bhupathi (2) Leander Paes (2)     | Michaël Llodra Nenad Zimonjić     | 7–6(7–4), 7–6(7–2)         |
| 2012 | Robert Lindstedt Horia Tecău             | Mahesh Bhupathi Rohan Bopanna     | 6–4, 6–4                   |
| 2013 | Bob Bryan (4) Mike Bryan (4)             | Marcel Granollers Marc López      | 6–4, 4–6, [10–4]           |
| 2014 | Bob Bryan (5) Mike Bryan (5)             | Vasek Pospisil Jack Sock          | 6–3, 6–2                   |
| 2015 | Daniel Nestor (5) Édouard Roger-Vasselin | Marcin Matkowski Nenad Zimonjić   | 6–2, 6–2                   |
| 2016 | Ivan Dodig Marcelo Melo                  | Jean-Julien Rojer Horia Tecău     | 7–6(7–5), 6–7(5–7), [10–6] |
| 2017 | Pierre-Hugues Herbert Nicolas Mahut      | Jamie Murray Bruno Soares         | 7–6(8–6), 6–4              |
| 2018 | Jamie Murray Bruno Soares                | Juan Sebastián Cabal Robert Farah | 4–6, 6–3, [10–6]           |
| 2019 | Ivan Dodig (2) Filip Polášek             | Juan Sebastián Cabal Robert Farah | 4–6, 6–4, [10–6]           |
| 2020 | Pablo Carreño Busta Alex de Minaur       | Jamie Murray Neal Skupski         | 6–2, 7–5                   |
| 2021 | Marcel Granollers Horacio Zeballos       | Steve Johnson Austin Krajicek     | 7–6(7–5), 7–6(7–5)         |
| 2022 | Rajeev Ram Joe Salisbury                 | Tim Pütz Michael Venus            | 7–6(7–4), 7–6(7–5)         |

### Đôi nữ (Kỷ nguyên Mở mới bắt đầu tổ chức)
| Năm       | Vô địch                               | Á quân                                             | Tỷ số               |
| --------- | ------------------------------------- | -------------------------------------------------- | ------------------- |
| 1969      | Kerry Harris Valerie Ziegenfuss       | Emilie Burrer Pam Richmond                         | 6–3, 9–7            |
| 1970      | Rosie Casals Gail Chanfreau           | Helen Gourlay Pat Walkden                          | 12–10, 6–1          |
| 1971      | Helen Gourlay Kerry Harris (2)        | Gail Chanfreau Winnie Shaw                         | 6–4, 6–4            |
| 1972      | Margaret Court Evonne Goolagong       | Brenda Kirk Pat Pretorius                          | 6–4, 6–1            |
| 1973      | Pat Pretorius Ilana Kloss             | Evonne Goolagong Janet Young                       | 7–6, 3–6, 6–2       |
| 1974–1987 | Không tổ chức                         | Không tổ chức                                      | Không tổ chức       |
| 1988      | Beth Herr Candy Reynolds              | Lindsay Bartlett Helen Kelesi                      | 4–6, 7–6(11–9), 6–1 |
| 1989–2003 | Không tổ chức                         | Không tổ chức                                      | Không tổ chức       |
| 2004      | Jill Craybas Marlene Weingärtner      | Emmanuelle Gagliardi Anna-Lena Grönefeld           | 7–5, 7–6(7–2)       |
| 2005      | Laura Granville Abigail Spears        | Květa Peschke María Emilia Salerni                 | 3–6, 6–2, 6–4       |
| 2006      | Maria Elena Camerin Gisela Dulko      | Marta Domachowska Sania Mirza                      | 6–4, 3–6, 6–2       |
| 2007      | Bethanie Mattek Sania Mirza           | Alina Jidkova Tatiana Poutchek                     | 7–6(7–4), 7–5       |
| 2008      | Maria Kirilenko Nadia Petrova         | Hsieh Su-wei Yaroslava Shvedova                    | 6–3, 4–6, [10–8]    |
| 2009      | Cara Black Liezel Huber               | Nuria Llagostera Vives María José Martínez Sánchez | 6–3, 0–6, [10–2]    |
| 2010      | Victoria Azarenka Maria Kirilenko (2) | Lisa Raymond Rennae Stubbs                         | 7–6(7–4), 7–6(10–8) |
| 2011      | Vania King Yaroslava Shvedova         | Natalie Grandin Vladimíra Uhlířová                 | 6–4, 3–6, [11–9]    |
| 2012      | Andrea Hlaváčková Lucie Hradecká      | Katarina Srebotnik Zheng Jie                       | 6–1, 6–3            |
| 2013      | Hsieh Su-wei Peng Shuai               | Anna-Lena Grönefeld Květa Peschke                  | 2–6, 6–3, [12–10]   |
| 2014      | Raquel Kops-Jones Abigail Spears (2)  | Tímea Babos Kristina Mladenovic                    | 6–1, 2–0 ret.       |
| 2015      | Chan Hao-ching Chan Yung-jan          | Casey Dellacqua Yaroslava Shvedova                 | 7–5, 6–4            |
| 2016      | Sania Mirza (2) Barbora Strýcová      | Martina Hingis CoCo Vandeweghe                     | 7–5, 6–4            |
| 2017      | Chan Yung-jan (2) Martina Hingis      | Hsieh Su-wei Monica Niculescu                      | 4–6, 6–4, [10–7]    |
| 2018      | Lucie Hradecká (2) Ekaterina Makarova | Elise Mertens Demi Schuurs                         | 6–2, 7–5            |
| 2019      | Lucie Hradecká (3) Andreja Klepač     | Anna-Lena Grönefeld Demi Schuurs                   | 6–4, 6–1            |
| 2020      | Květa Peschke Demi Schuurs            | Nicole Melichar Xu Yifan                           | 6–1, 4–6, [10–4]    |
| 2021      | Samantha Stosur Zhang Shuai           | Gabriela Dabrowski Luisa Stefani                   | 7–5, 6–3            |
| 2022      | Lyudmyla Kichenok Jeļena Ostapenko    | Nicole Melichar-Martinez Ellen Perez               | 7–6(7–5), 6–3       |

## Các kỷ lục

### Đơn nam
Roger Federer đang giữ kỷ lục là tay vợt giải nhiều nhất, sau 8 lần vào chung kết thì Federer đã vô địch 7 lần; lần cuối cùng Federer vô địch là vào năm 2015, sau khi đánh bại Novak Djokovic ở trận chung kết. Tại giải đấu vào năm 2018, Djokovic đã trở thành tay vợt đầu tiên giành Golden Masters (vô địch ít nhất một lần cả 9 giải Masters 1000). Djokovic sau đó hoàn thành điều này một lần nữa vào năm 2020 với 2 Golden Masters.
| Vô địch nhiều nhất                                   | Roger Federer                       | 7                              |
| Vào chung kết nhiều nhất                             | Roger Federer                       | 8                              |
| Chuỗi vô địch liên tiếp dài nhất                     | Raymond D. Little(1900, 1901, 1902) | 3                              |
| Chuỗi vô địch liên tiếp dài nhất                     | Beals Wright (1904, 1905, 1906)     | 3                              |
| Chuỗi vô địch liên tiếp dài nhất                     | Robert LeRoy (1907, 1908, 1909)     | 3                              |
| Chuỗi vô địch liên tiếp dài nhất                     | Bobby Riggs(1936, 1937, 1938)       | 3                              |
| Chuỗi vào chung kết liên tiếp dài nhất               | Bill Talbert (1941–1945)            | 5                              |
| Số trận thi đấu nhiều nhất                           | Roger Federer                       | 57                             |
| Số trận thắng nhiều nhất                             | Roger Federer                       | 47                             |
| Chuỗi thắng liên tiếp nhiều nhất                     | Bobby Riggs                         | 21                             |
| Tham dự giải nhiều lần nhất                          | Roger Federer                       | 17                             |
| Nhiều lần được xếp hạng giống số 1 nhất (kể từ 1927) | Roger Federer                       | 7                              |
| Tỷ lệ thắng nhiều nhất                               | Bryan Grant                         | 100%                           |
| Tỷ lệ thắng nhiều nhất                               | Bobby Riggs                         | 100%                           |
| Tay vợt trẻ nhất vô địch                             | Boris Becker                        | 17 tuổi 8 tháng 29 ngày (1985) |
| Tay vợt lớn tuổi nhất vô địch                        | Ken Rosewall                        | 35 tuổi 8 tháng 19 ngày (1970) |

Bản mẫu:5-set tennis Bản mẫu:5-set tennis

### Women's singles
| Vô địch nhiều lần nhất                               | Ruth Sanders Cordes                    | 5  |
| Vô địch nhiều lần nhất                               | Clara Louise Zinke                     | 5  |
| Chuỗi vô địch liên tiếp dài nhất                     | May Sutton (1905, 1906, 1907)          | 3  |
| Chuỗi vô địch liên tiếp dài nhất                     | Ruth Sanders Cordes (1920, 1922, 1923) | 3  |
| Chuỗi vô địch liên tiếp dài nhất                     | Clara Louise Zinke (1929, 1930, 1931)  | 3  |
| Chuỗi vào chung kết liên tiếp dài nhất               | Clara Louise Zinke (1923–1932)         | 10 |
| Nhiều lần được xếp hạng giống số 1 nhất (kể từ 1927) | Pauline Betz                           | 4  |

### Đôi nam
| Vô địch nhiều nhất | Daniel Nestor | 5 |
| Vô địch nhiều nhất | Bob Bryan     | 5 |
| Vô địch nhiều nhất | Mike Bryan    | 5 |

### Women's doubles
| Vô địch nhiều nhất               | Clara Louise Zinke | 6 |
| Chuỗi vô địch liên tiếp dài nhất | Martha Kinsey      | 4 |
| Chuỗi vô địch liên tiếp dài nhất | Clara Louise Zinke | 4 |